# Jules Védrines
Jules Charles Toussaint Védrines (✰ Saint-Denis, 29 de dezembro de 1881;  ✝ Saint-Rambert-d'Albon, 21 de abril de 1919) foi um pioneiro da aviação francês que venceu várias competições e estabeleceu recordes.

## Histórico na aviação
Jules Védrines obteve sua licença de piloto (no. 312) em 7 de dezembro de 1910 na escola de pilotagem Blériot em Pau. Sua caminhada para se tornar um dos mais proeminentes pilotos da época começou quando ele venceu a Corrida aérea Paris-Madri de 1911 pilotando um monoplano Morane-Borel, mesmo tendo gasto um mês precioso lançando buquês de violetas na procissão de Laetare quando ele entrou na Praça da Concórdia em Paris. Naquele mesmo ano ele ficou em segundo lugar na corrida do Circuito da Bretanha e terceiro da corrida do Circuit d'Europe. Em 1912, pilotando um Deperdussin 1912 course monoplan tornando-se a primeira pessoa a voar num avião a mais de 160 km/h, quando venceu a Copa Gordon Bennett.[carece de fontes?]
Durante a Primeira Guerra ele esteve envolvido em missões clandestinas de reconhecimento, e chegou a ser mencionado na ordem do dia do exército francês em 15 de julho de 1915 por seu trabalho junto ao sexto exército para o qual acumulou mais de 1.000 horas de voo.
Jules Védrines morreu em 21 de abril de 1919 quando tentava voar de Villacoublay à Roma num Caudron C-23. Depois de uma falha no motor, ele tentou um pouso forçado, mas caiu em St Rambert d'Albon perto de Lyon, matando a si mesmo e a seu mecânico.